# 34
| Calendário gregoriano                                                        | 34 XXXIV        |
| Ab urbe condita                                                              | 787             |
| Calendário arménio                                                           | -518 – -517     |
| Calendário bahá'í                                                            | -1810 – -1809   |
| Calendário budista                                                           | 578             |
| Calendário chinês                                                            | 2730 – 2731     |
| Calendário copta                                                             | -250 – -249     |
| Calendário etíope                                                            | 26 – 27         |
| Calendários hindus - Vikram Samvat - Calendário nacional indiano - Cáli Iuga | 89 – 90 N/A     |
| Calendário Holoceno                                                          | 10034           |
| Calendário islâmico                                                          | 606 BH – 605 BH |
| Calendário judaico                                                           | 3794 – 3795     |
| Calendário persa                                                             | 588 BP – 587 BP |
| Calendário rúnico                                                            | 284             |
| Calendário solar tailandês                                                   | 577             |

34 (XXXIV na numeração romana) foi um ano comum do século I do Calendário Juliano, da Era de Cristo, a sua letra dominical foi C (52 semanas), teve início e fim numa sexta-feira.
| Ano completo                       |
| ---------------------------------- |
| Ano comum com início à sexta-feira |

## Nascimentos
- 4 de dezembro - Aulo Pérsio Flaco (Pérsio), poeta satírico da Roma Antiga

## Mortes
- 10 de abril - Jesus Cristo (data mais provável)